# Zasańska Przełęcz
Zasańska Przełęcz – położona na wysokości 415 m n.p.m. (według różnych źródeł także 410 albo 416 m) przełęcz pomiędzy zwornikową przełęczą między Ostryszem (507 m) i Glichowcem (523 m), a Kamiennikiem Północnym (785 m). Ostrysz i Glichowiec należą do Pasma Glichowca znajdującego się na Pogórzu Wiśnickim, zaś masyw Kamiennika według Jerzego Kondrackiego należy do Pasma Lubomira i Łysiny w Beskidzie Wyspowym. Przełęcz Zasańska zatem może być uznana za łącznik dwóch mezoregionów. Jej nazwa pochodzi od miejscowości Zasań, w której znajduje się przełęcz.
Przez przełęcz biegnie lokalna droga Myślenice – Wiśniowa. Z uwagi na brak zalesienia przełęcz jest dobrym punktem widokowym – widać stąd szczyty Beskidu Wyspowego, Makowskiego i Pogórza Wiśnickiego. Spływają spod niej dwa potoki: w zachodnim kierunku jest to Zasanka, dopływ Trzemeśnianki, we wschodnim Czerwin znajdujący się w zlewni Krzyworzeki. Doliny tych potoków tworzą naturalną granicę między Beskidem Wyspowym i Pogórzem Wiśnickim.
W czasie II wojny światowej partyzanci AK z myślenickiego obwodu „Murawa” pod dowództwem Wincentego Horodyńskiego „Kościeszy” na Zasańskiej Przełęczy zorganizowały udaną zasadzkę na niemiecką ekspedycję karną wysłaną do zwalczania bardzo silnej partyzantki działającej w tym rejonie.

## Pieszy szlak turystyczny
Dobczyce – Ostrysz – Zasańska Przełęcz – Kamiennik Południowy – Łysina – Pcim.